# Russulales
Russulales är en ordning inom hattsvamparna.  Ordningen består för närvarande av 12 familjer, cirka 80 släkten och omkring 4 000 arter. Ordningen innefattar bland annat familjerna Russulaceae (riskor och kremlor) och  Albatrellaceae (fårtickor och närbesläktade).
Russulalesarterna är huvudsakligen saprotrofa, men det finns även ektomykhorrizala, insektssymbionta och rotparasiterande arter i ordningen.